# مات كيمب
مات كيمب (بالإنجليزية: Matt Kemp)‏ هو لاعب كرة قاعدة أمريكي، ولد في 23 سبتمبر 1984 في ميدويست سيتي في الولايات المتحدة.

## وصلات خارجية
- مات كيمب على موقع دوري كرة القاعدة الرئيسي (الإنجليزية)
- مات كيمب على موقعبيزبول رفرنس.كوم (الدوري الرئيسي) (الإنجليزية)
- مات كيمب على موقعبيزبول رفرنس.كوم (الدوري الثانوي) (الإنجليزية)
- مات كيمب على موقع إي إس بي إن.كوم (أم.أل.بي) (الإنجليزية)
- مات كيمب على موقع مشجعي الرسوم البيانية (الإنجليزية)
- مات كيمب على موقع إن إن دي بي (الإنجليزية)